# Thessalonique
Thessalonique (en grec moderne : Θεσσαλονίκη, /θe.sa.lo.ˈni.ci/ ; en langues slaves Солун / Solun, /so.lun/ ; en judéo-espagnol : סאלוניקו / Saloniko ; en aroumain : Sãruna ; en turc : Selânik) ou Salonique (Σαλονίκη / Saloníki, /sa.lo.ˈni.ci/) est une ville de Grèce, chef-lieu du district régional du même nom, située au fond du golfe Thermaïque. Elle est l'actuelle capitale de la périphérie de Macédoine-Centrale en Macédoine grecque et celle du diocèse décentralisé de Macédoine-Thrace. Son titre d'honneur signifie (en grec Συμπρωτεύουσα / Sybrotévousa, /sibroˈtevusa/) la « cocapitale » avec une référence à un statut historique (en grec Συμβασιλεύουσα / Symvasilévousa, /simvasiˈlevusa/) qui signifie littéralement « la ville qui règne aussi sur l'Empire byzantin avec Constantinople ».
L'aire métropolitaine de la ville de Thessalonique compte plus d'un million d'habitants, ce qui en fait la deuxième ville de Grèce en population. Thessalonique est le deuxième centre de la Grèce dans les domaines de la politique, de l'industrie, de la finance et du  commerce. Il est aussi un important pôle de transports pour les pays de l'Europe du Sud-Est. Son port commercial joue un rôle capital tant pour la Grèce que pour l'arrière-pays de l'Europe du Sud-Est. La ville est renommée pour ses festivals, ses manifestations culturelles et sa vie culturelle en général et est considérée comme la capitale de culture de la Grèce. Des événements comme l'Exposition internationale de Thessalonique et le Festival international du film de Thessalonique ont lieu tous les ans, tandis que la ville accueille aussi tous les deux ans la réunion de la diaspora grecque. Thessalonique a été choisie comme Capitale européenne de la jeunesse en 2014.

## Géographie

### Localisation
Thessalonique est située dans le nord de la Grèce, à environ 300 km d’Athènes, au fond du golfe Thermaïque s'ouvrant au nord-ouest de la mer Égée. L'agglomération est entourée au nord et à l'ouest par le massif du Choriártis (en), tandis que s'étend à l'ouest une vaste zone humide formant le parc national de l'Axiós-Loudías-Aliákmonas.

### Climat
Le climat est méditerranéen avec toutefois une influence continentale notable. La neige est assez fréquente en hiver et les étés y sont plus humides que dans le reste de la Grèce. Ce sont essentiellement des pluies d'orages.
| Mois                                | jan. | fév. | mars | avril | mai  | juin | jui. | août | sep. | oct. | nov. | déc. | année |
| ----------------------------------- | ---- | ---- | ---- | ----- | ---- | ---- | ---- | ---- | ---- | ---- | ---- | ---- | ----- |
| Température minimale moyenne (°C)   | 1,3  | 2,2  | 4,5  | 7,5   | 12,1 | 16,3 | 18,6 | 18,3 | 14,9 | 10,8 | 6,8  | 3    | 9,7   |
| Température moyenne (°C)            | 5,2  | 6,7  | 9,7  | 14,2  | 19,6 | 24,4 | 26,6 | 26   | 21,8 | 16,2 | 11   | 6,9  | 15,7  |
| Température maximale moyenne (°C)   | 9,3  | 10,9 | 14,2 | 19    | 24,5 | 29,2 | 31,5 | 31,1 | 27,2 | 21,2 | 15,4 | 11   | 20,4  |
| Précipitations (mm)                 | 36,8 | 38   | 40,6 | 37,5  | 44,4 | 29,6 | 23,9 | 20,4 | 27,4 | 40,8 | 54,4 | 54,9 | 37,4  |
| Nombre de jours avec précipitations | 11,8 | 11,3 | 12,4 | 11,2  | 10,7 | 7,5  | 5,9  | 4,7  | 5,9  | 8,7  | 11,5 | 12,5 | 9,5   |
| Humidité relative (%)               | 76,1 | 73   | 72,4 | 67,8  | 63,8 | 55,9 | 53,2 | 55,3 | 62   | 70,2 | 76,8 | 78   | 67    |

| Diagramme climatique                                  |           |             |           |              |              |              |              |              |              |             |         |
| J                                                     | F         | M           | A         | M            | J            | J            | A            | S            | O            | N           | D       |
| 9,31,336,8                                            | 10,92,238 | 14,24,540,6 | 197,537,5 | 24,512,144,4 | 29,216,329,6 | 31,518,623,9 | 31,118,320,4 | 27,214,927,4 | 21,210,840,8 | 15,46,854,4 | 11354,9 |
| Moyennes : • Temp. maxi et mini °C • Précipitation mm |           |             |           |              |              |              |              |              |              |             |         |

## Histoire

### Grèce antique
Thessalonique fut fondée par le roi Cassandre de Macédoine en -315, et baptisée ainsi en l'honneur de son épouse Thessaloniké à qui il offrit la ville en gage de son amour. Le nom de Thessalonique, fille de Philippe II de Macédoine et demi-sœur d'Alexandre le Grand, provient de la contraction des mots Θεσσαλών / Thessalón (« Thessaliens ») et νίκη / níki (« victoire »), en commémoration de la victoire des Macédoniens sur les habitants de Phocide avec l'aide des Thessaliens (voir Thessalie).

### Rome antique

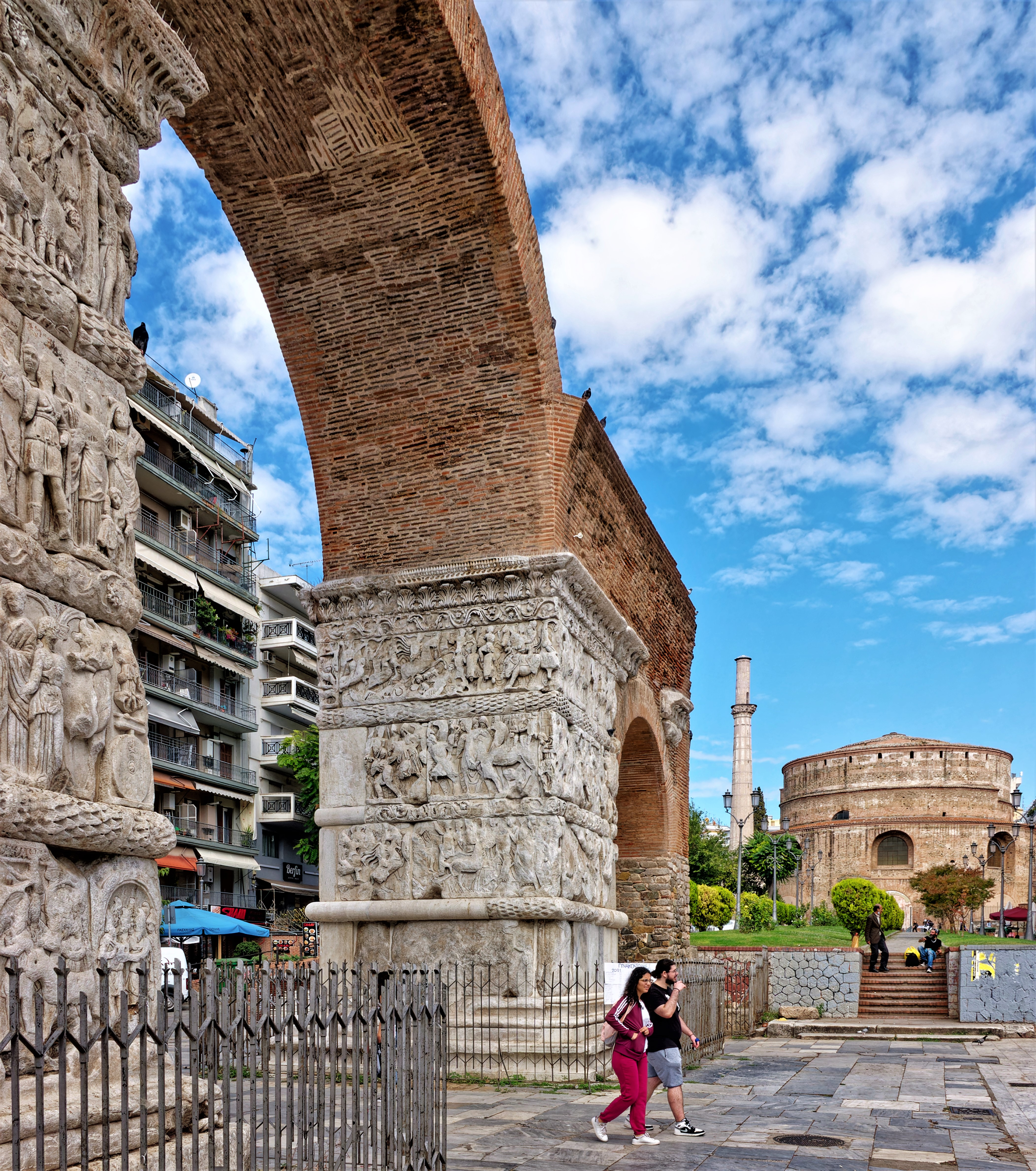
L'arc de Galère au premier plan, au fond la Rotonde, temple de Zeus, devenu église sous l'empereur Théodose Ier, puis mosquée (dont il reste le minaret) sous les Ottomans.

Après la conquête romaine, elle devient la capitale de la province de Macédoine. Les Romains en créant la via Egnatia qui relie Dyrrachium à Byzance, font prospérer la ville qui devient une étape incontournable. En 50, saint Paul vient y prêcher le christianisme, nombre de Thessaloniciens se convertissent discrètement.
Plus tard, l'empereur Galère choisit d'y élire domicile et se lance dans la construction de son palais et de nombreux édifices publics. Dans sa lutte contre la chrétienté, il fait de saint Démétrios un martyr, devenu le « saint patron » et protecteur de la ville. Constantin Ier entame en 322 la construction des fortifications ainsi que du port artificiel qui participe au développement économique de la ville. Cependant la fondation de Constantinople, et la concentration du pouvoir politique et religieux qui en découle, ôtent à Thessalonique le rôle central qu'elle pouvait espérer grâce à sa situation géographique. En 390, Théodose Ier fait massacrer la population, qui s'était révoltée, faisant entre sept et dix mille victimes.
À partir du siècle suivant Thessalonique devient la capitale de la préfecture du prétoire d'Illyricum, vaste circonscription de l'empire qui englobe la quasi-totalité de la péninsule balkanique. La romanisation des populations thraces avoisinantes est à l'origine des minorités valaques actuelles, tandis que la christianisation précoce d'une majorité d'habitants fait entrer la ville dans la civilisation byzantine.

### Empire byzantin
Pendant les premiers siècles de l'Empire romain d'Orient (que nous appelons « byzantin » depuis le XVIe siècle), la ville connaît un essor économique constant. Sa position stratégique au débouché de la péninsule balkanique et sur la via Egnatia favorise le commerce et, forte d'une activité portuaire intense, la cité est en relation directe avec Le Pirée et Constantinople. Cette période voit la ville s'enrichir de nombreux monuments et d'imposantes églises telles Sainte-Sophie, l'église de l'Acheiropoiètos et la basilique de Saint-Demetrios, patron de la ville.

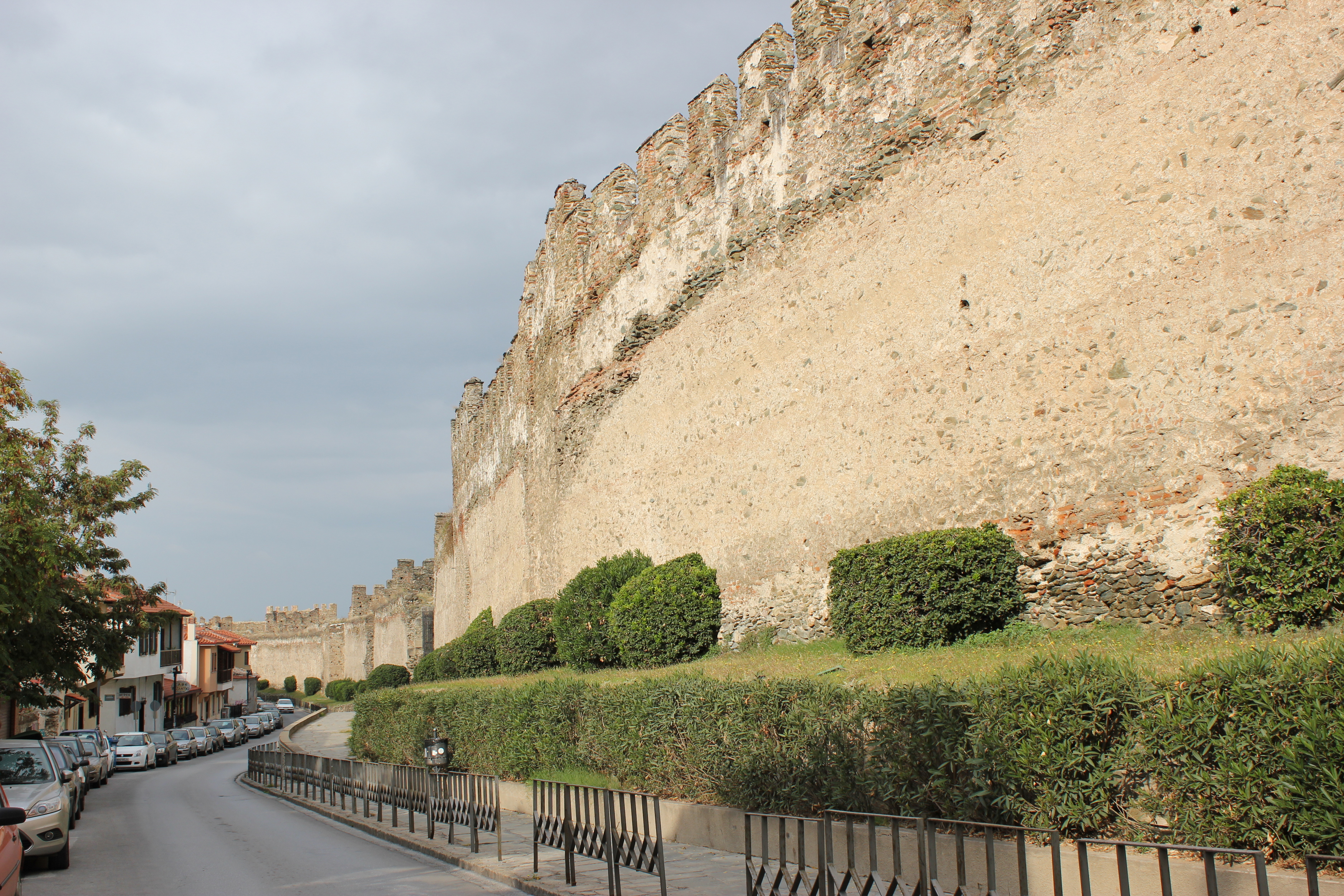
Le rempart de la ville byzantine

À partir de la fin du VIe siècle des tribus slaves s’installent dans l’arrière-pays de Thessalonique. Elles s’organisent en « Sklavinies » qui s’intercalent entre les « Valachies » existantes, et l’empire, aux prises avec les Perses sur le front oriental, préfère les considérer comme des vassaux, qu’intervenir en force. Les Avars établis au nord du Danube en profitent, rassemblent certains Slaves et mènent plusieurs attaques contre la ville tout au long du VIIe siècle.
En 676, pour venger la mort de leur chef Perbound, trois tribus slaves attaquent la ville, assiégée durant deux ans (676-678). Les Bulgares leur succèdent. Cette période de repli dure jusqu’au début du Xe siècle.

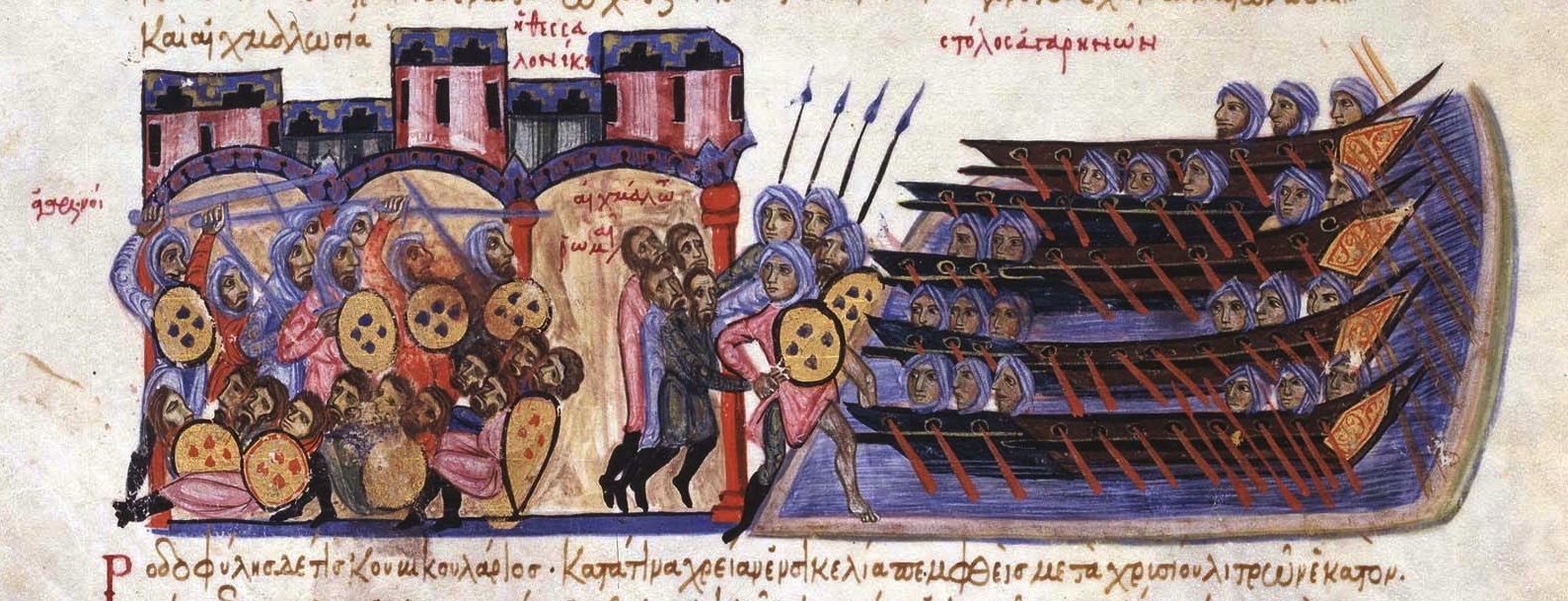
Sac de Thessalonique par les Arabes en 904

Qui plus est, Thessalonique est prise par les Sarrasins en 904. Jean Caminiatès a laissé le récit des atrocités qui s’y déroulèrent. Léon le Tripolitain, renégat grec originaire d’Attalia en Pamphylie, attaque la ville avec 54 navires sarrasins et un peu plus de 10 000 hommes. Caminiatès et les autres habitants de la ville qui n’ont pas été tués, sont réduits en esclavage ou échangés contre rançon. Le Tripolitain repartit avec son butin et 22 000 jeunes gens.
Cependant, le Xe siècle et le début du XIe siècle correspondent à une période de redressement, et l’empire est réorganisé en thèmes. Thessalonique devient la capitale d’un thème qui durera jusqu’au XVe siècle.
Cependant, en 1185, les Normans prennent et détruisent la ville. Puis, en 1204, la ville tombe aux mains des Croisés et devient capitale du royaume de Thessalonique. En 1224, elle est prise par le despote d'Epire, puis revient à l'empire byzantin en 1346. Durant la période paléologue, la ville est un centre culturel, artistique et religieux important et de nombreuses églises et monastères y sont construits ou restaurés. Elle est aussi au cœur des guerres civiles byzantines et théâtre de la révolte des Zélotes au XIVe siècle. Après être brièvement passée sous le contrôle des Turcs à la fin de ce siècle, elle revient aux Byzantins avant que le dernier despote de Thessalonique, Andronikos Paléologue, ne la cède en 1423 à la république de Venise. Ceux-ci ne parviennent pas à empêcher les Ottomans de s'en emparer en 1430 et de la rebaptiser Selanik (Salonique).

### Empire ottoman

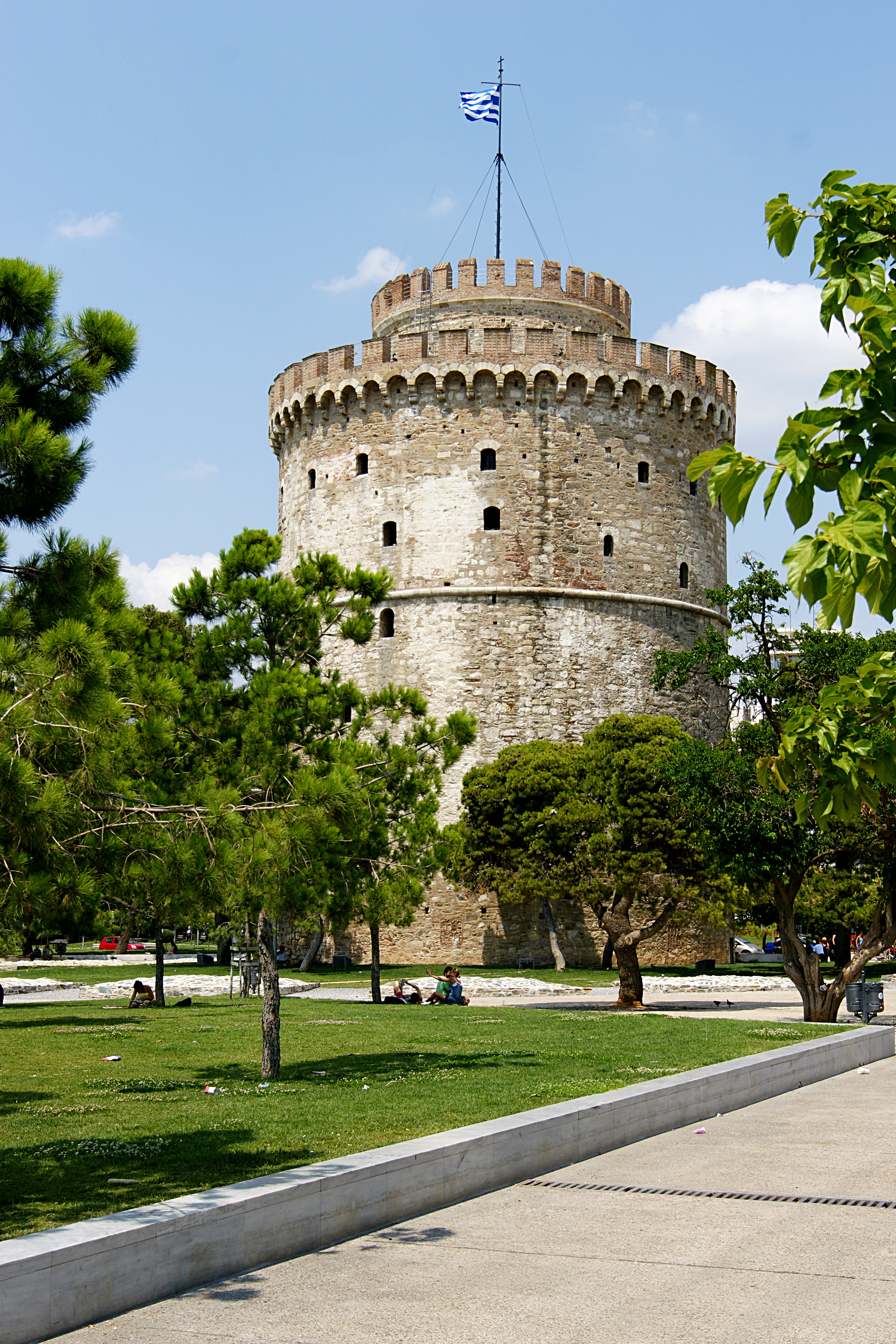
Tour blanche de Salonique

Au carrefour des routes terrestres et maritimes, Salonique tient une place importante dans l'économie ottomane. Comme la majorité des villes portuaires, elle est cosmopolite et la coexistence entre les trois grandes communautés : musulmane, orthodoxe et juive, entraîne une sorte d'émulation dans les domaines économique, religieux et culturel. Salonique devient ainsi la ville ottomane la mieux fournie (proportionnellement à sa population) en établissements scolaires dont se sont dotées les différentes communautés. Son élite libérale et intellectuelle fait qu'au milieu du XIXe siècle, à l'époque des Tanzimat, elle est choisie comme capitale du vilayet de Salonique, créé en 1867, et comme laboratoire des réformes urbaines mises en place par le pouvoir ottoman dans sa stratégie de régénération de l'Empire.
À la suite de l'expulsion des Juifs d'Espagne, de nombreux Juifs sépharades se sont installés à Salonique formant l'une des plus importantes communautés juives d'Orient et constituant durant plusieurs siècles la majorité des habitants de cette cité. À partir du XVIIe siècle et jusqu'au rattachement à la Grèce en 1912, la ville fut centre du mouvement messianique juif, déclenché par Sabbataï Tsevi. Les Sabbatéens y étaient regroupés jusqu'à l'échange de populations qui les conduisit en Turquie dans les années 1920.
À partir du milieu du XIXe siècle, de nombreux Juifs ashkénazes fuyant les pogroms de l'Empire russe, se réfugient à Thessalonique où ils propagent les idéaux révolutionnaires du Bund, l'organisation des Juifs ouvriers, qui donne naissance en 1909 à la Fédération socialiste ouvrière de Salonique, visant à réunir les ouvriers de toutes origines, mais majoritairement juive, elle est dirigée à ses débuts par Abraham Benaroya. Elle est alors considérée par la IIe Internationale comme le fer de lance de la lutte prolétarienne en Orient.

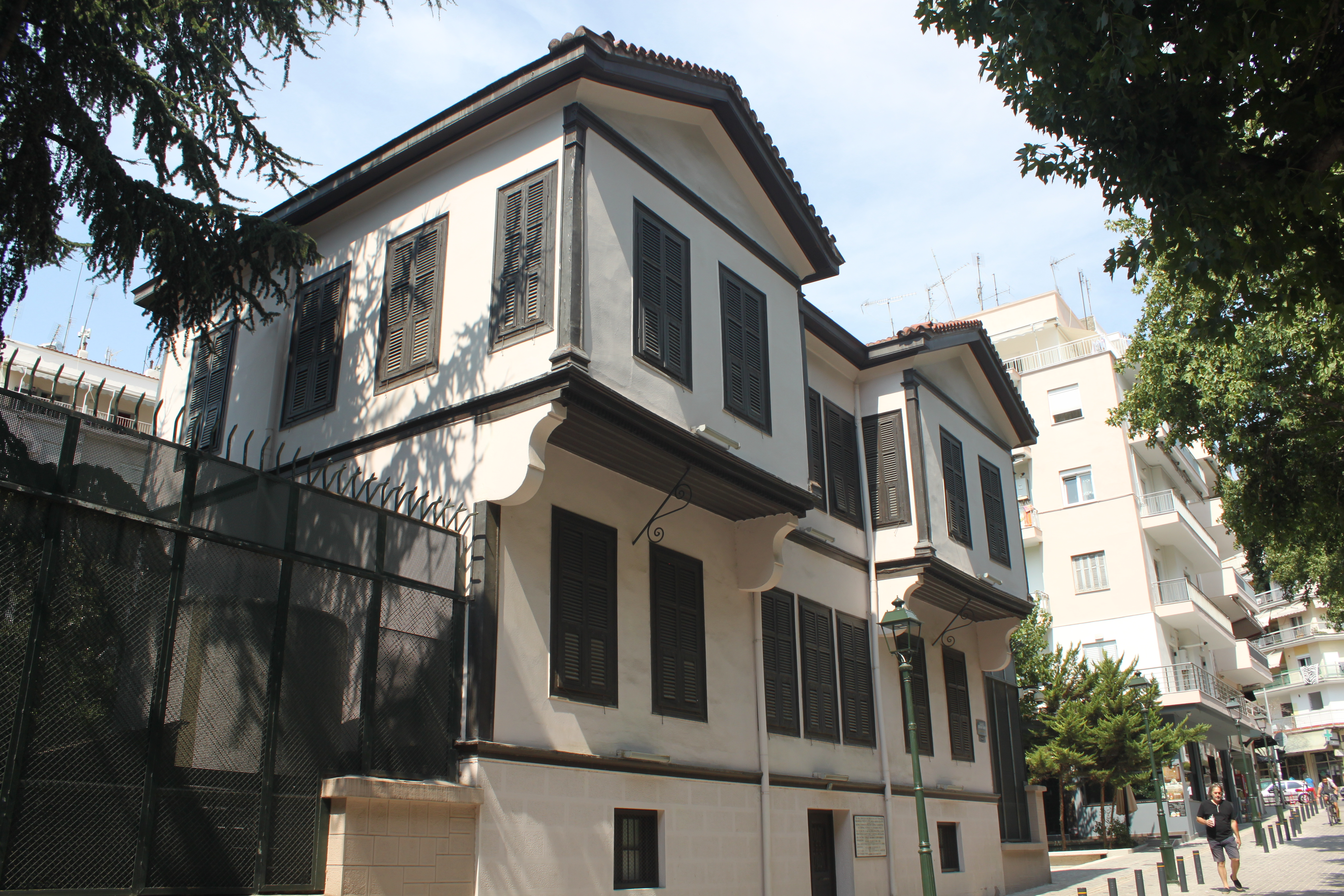
Maison natale de Mustafa Kemal Atatürk

Au XIXe siècle, elle est la quatrième ville de l'Empire ottoman et devient un important centre politique. Le Parti Union et Progrès voit le jour à Salonique, ainsi que les premières loges maçonniques turques. Sa tradition révolutionnaire se perpétue au moment de la révolution constitutionnaliste de 1908 qui démarre ici avec l'appel au soulèvement du Comité Union et Progrès de Salonique, ce qui lui a valu le surnom de la Kaaba de la Liberté. Après avoir été détrôné, le Sultan Abdülhamid II a été assigné à résidence dans cette ville, dans la demeure des Allatini.
Salonique est également le lieu de naissance de Mustafa Kemal Atatürk — fondateur de la Turquie moderne — en 1881. Sa maison natale est convertie en musée et est aussi le siège du consulat de Turquie.

### Grèce moderne
Salonique au début du XXe siècle est une ville multiethnique : elle compte autour de 120 000 habitants, dont 80 000 Juifs, 15 000 Turcs et 15 000 Grecs, 5 000 Bulgares et 5 000 Occidentaux,. C'est une des quatre plus grandes villes de l'Empire ottoman. Elle en est une des villes les plus modernes et un des plus grands ports. Elle est aussi devenue un important centre de bouillonnement politique. Ainsi, le Comité ottoman de la Liberté, qui joue un rôle important dans la direction du mouvement des Jeunes-Turcs voit le jour à Thessalonique en août 1906.

#### Première Guerre mondiale
Durant la première guerre balkanique, un des objectifs de la Grèce dans le cadre de la Grande Idée est Thessalonique. Elle est conquise en novembre 1912. Dès le premier jour de la nouvelle occupation grecque, les non-musulmans abandonnent le port du fez, et de nombreux Turcs quittent la ville. La langue grecque est de nouveau largement utilisée, tandis que l'usage du turc diminue considérablement. De même, les églises byzantines, transformées en mosquées par les Ottomans, redeviennent des lieux de cultes chrétiens.
La Première Guerre mondiale survient au moment où Thessalonique commence à s'intégrer à l'État grec. Au début du conflit, la Grèce est un pays neutre, mais traverse une grave crise politique entre partisans de la Triple-Entente et partisans de la Triplice. Une partie des troupes évacuées des Dardanelles à l'automne 1915, forme l'Armée française d'Orient et est envoyée au secours de la Serbie en s'installant à Thessalonique, qui constitue une base logique pour réaliser cet objectif. L'opération se nomme expédition de Salonique avant de devenir le front d'Orient. Elefthérios Venizélos, le Premier ministre grec favorable à l'Entente les y autorise. En 1916, un total de 400 000 soldats français, britanniques et serbes sont présents dans la ville.
La présence alliée dans la ville joue un rôle politique décisif : chassé du poste de Premier ministre, Vénizélos quitte Athènes et rejoint Thessalonique le 26 septembre 1916. Un « Gouvernement de défense nationale » est organisé. Thessalonique devient alors capitale d'une région en révolte, mais aussi le quartier général des Alliés qui soutiennent ce mouvement. Après l'abdication du roi en juin 1917, Vénizélos retourne à Athènes et Thessalonique perd son statut de capitale de la Grèce.
En août 1917, tout le centre de la ville est ravagé par un incendie d'origine accidentelle qui se révéla catastrophique. Le feu détruisit 32 % de la superficie totale de la ville et 9 500 bâtiments furent détruits, laissant 70 000 personnes sans abri. Parmi les bâtiments incendiés, on compte la poste, la mairie, les compagnies du gaz et de l'eau, la Banque ottomane, la Banque nationale, les dépôts de la Banque de Grèce, une partie de l'église Saint-Démétrios, deux autres églises orthodoxes, douze mosquées, le siège du Grand Rabbin et ses archives et 16 des 33 synagogues de la ville.
Après la bataille de Skra-di-Legen, la bataille de Dobro Polje et la bataille de Doiran, la Bulgarie signa avec les Alliés l'armistice de Thessalonique, le 29 septembre 1918.

#### Entre-deux-guerres

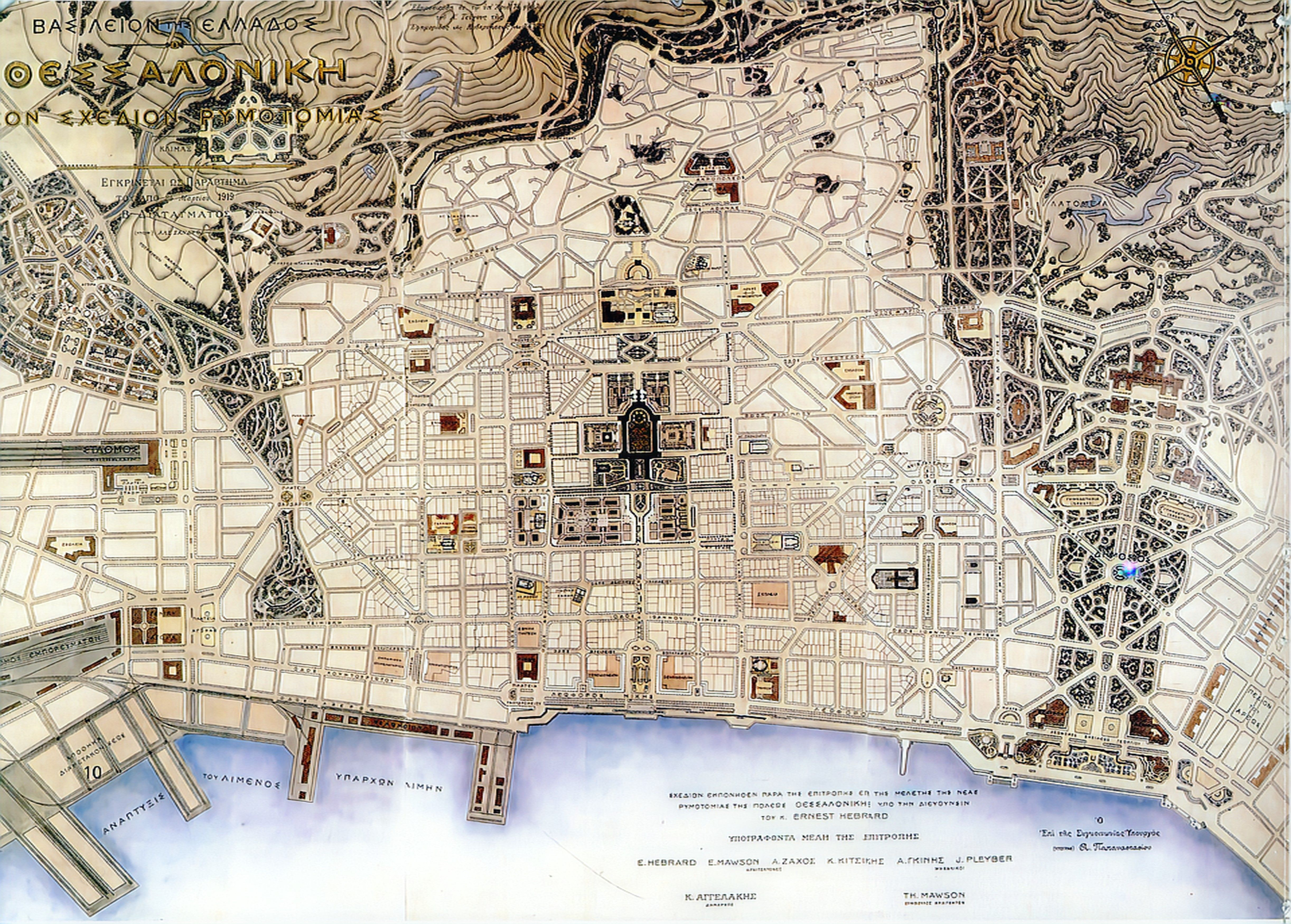
Plan-guide de la nouvelle Thessalonique.

Le premier ministre Elefthérios Venizélos (1864-1936) décida que la reconstruction de la ville se ferait selon un plan d'urbanisme remodelant l'ensemble de la zone détruite. Une Commission internationale du plan de Salonique, dirigée par Ernest Hébrard travailla sur les plans de la ville et l'architecte et urbaniste Joseph Pleyber participa à la rédaction du plan des voiries et d'assainissement. Le plan et l'organisation spatiale de la ville furent restructurés pour permettre de réaliser : un viaire modernisé, une centralisation des services administratifs et la préservation des quartiers pittoresques. Thessalonique conserve de cette période de reconstruction de nombreux monuments (immeubles à appartements luxueux, maisons patriciennes ou bourgeoises, sièges de sociétés commerciales), conçus par des architectes d'origines diverses (Eli Modiano, Maximilian Rubens).
La population juive de la ville, qui représentait un tiers des habitants, est frappée par le pogrom de Campbell les 29 et 30 juin 1931, lorsque des milices d’extrême droite grecques s’en prennent aux juifs relogés dans un quartier de Thessalonique au bord de la mer.

#### Seconde Guerre mondiale
Le 28 octobre 1940, les forces italiennes décidèrent d'envahir la Grèce à la suite du refus du dictateur grec Ioánnis Metaxás d'accepter l'ultimatum lancé par Benito Mussolini. S'ensuivit la bataille de Grèce qui vit, dans un premier temps, le reflux des Italiens. Volant au secours de son allié, Hitler décida d'envahir à son tour la Grèce et parvint à la conquérir. La Grèce du Nord revint aux Allemands tandis que le Sud de la Grèce fut laissé aux Italiens.

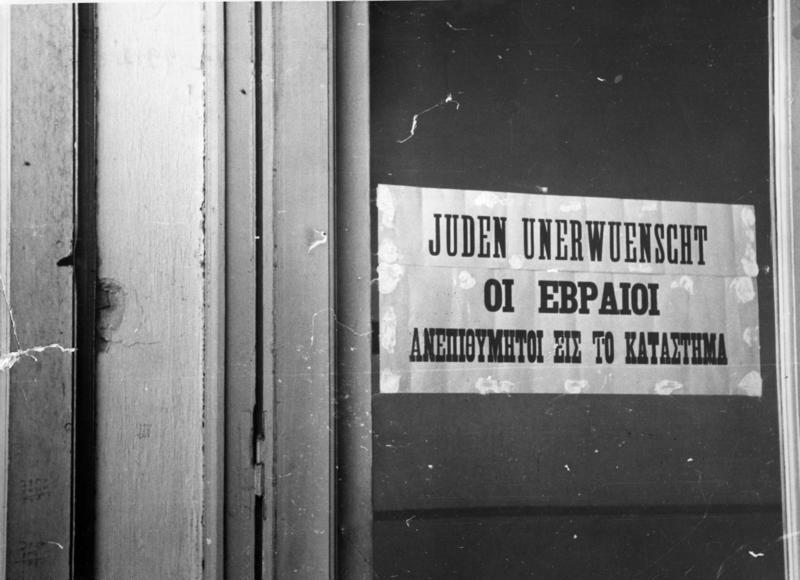
Affiche « Juifs indésirables » en allemand et en grec, Thessalonique, mai 1941

Les Allemands entrèrent à Thessalonique le 9 avril 1941. Ils y installèrent leur Quartier général durant l'occupation de la Grèce. Ils ne mirent en place que progressivement des mesures antisémites. Fin avril, des panneaux interdisant aux Juifs l'entrée des cafés firent leur apparition, puis l'on obligea les Juifs à se séparer de leurs radios. En juin 1941, la commission Rosenberg arriva sur place et pilla les archives juives, envoyant des tonnes de documents communautaires à l'Institut nazi de recherche juive à Francfort. Pendant un an, aucune autre mesure antisémite ne fut prise.

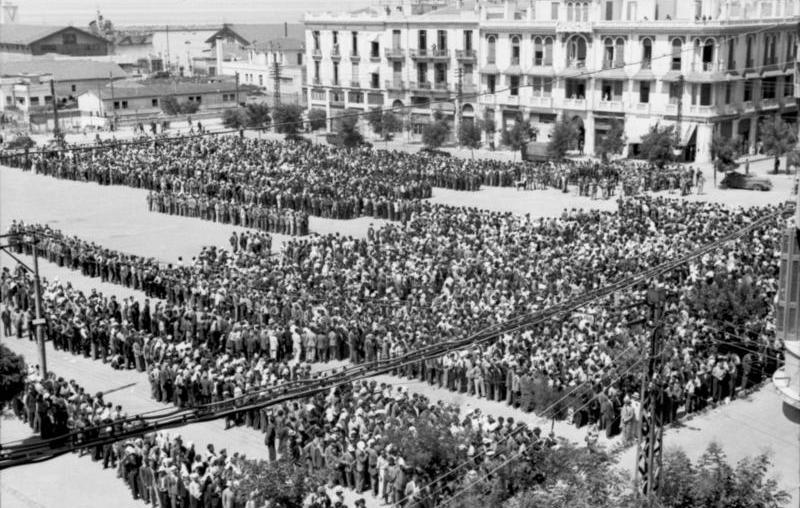
Rassemblement de 7000 Juifs de 18 ans, inscrits de force au travail forcé, sur la place de la Liberté de Salonique (juillet 1942)

En juillet 1942, le jour du Shabbat, tous les hommes de la communauté âgés de 18 à 45 ans furent rassemblés sur la place de la Liberté et durent se plier à des exercices physiques humiliants sous le soleil d'été. Quatre mille d'entre eux furent envoyés effectuer des travaux de voirie pour l'entreprise allemande Müller sur les routes reliant Thessalonique à Kateríni et Larissa, zones où sévissait le paludisme. En moins de dix semaines, 12 % d'entre eux moururent d'épuisement et de maladie. La communauté salonicienne, aidée de celle d'Athènes, parvint à réunir deux milliards sur l'énorme somme de 3,5 milliards de drachmes demandée par les Allemands pour que les travailleurs forcés soient rapatriés. Les Allemands acceptèrent de les libérer mais, en contrepartie, exigèrent à la demande des autorités grecques l'abandon du cimetière juif de Salonique qui contenait de 300 000 à 500 000 tombes ; par sa taille et son emplacement, il avait longtemps gêné la croissance urbaine de Salonique. Sur ce site s’étend de nos jours, entre autres, l'université Aristote.
Les Allemands déportèrent massivement les Juifs de Salonique dont la principale communauté était séfarade et installée depuis le XVIe siècle après l'expulsion des Juifs de l'Espagne. On estime que 98 % de la communauté a été exterminée pendant la Shoah.

#### Guerre froide
Après la Seconde Guerre mondiale et le début de la guerre froide, la ville connaît des difficultés. Le rideau de fer la coupe de son arrière-pays commercial : toutes les routes commerciales qui avaient fait sa fortune sont interrompues. Dans les années 1950, la ville connaît une nouvelle transformation urbanistique, principalement dans la ville basse. La foire internationale de Thessalonique (el), héritière des foires de la Saint-Dimitri du Moyen Âge, recréée en 1926, est le plus grand centre d'exposition du pays faisant de Thessalonique avant tout un centre d'affaires et une grande foire internationale, plutôt qu'une destination touristique.

## Voies de communication et transports

### Infrastructures routières
Thessalonique est desservie par un réseau d'autoroutes. L'autoroute A1 s'étend d'Évzoni, à la frontière entre la Grèce et la Macédoine du Nord, jusqu'à Athènes. Elle passe à l'ouest de l'agglomération de Thessalonique, le long du fleuve Axios.
L'autoroute A2 mène de l'ouest (Igoumenítsa, Ioánnina, Kozáni, Véria, Athènes) au nord autour de Thessalonique (rocade extérieure de Thessalonique) et continue vers Kavála, Xánthi et Alexandroúpoli. La route nationale 2 s'étend de Krystallopigí au nord-ouest à la frontière entre la Grèce et l’Albanie jusqu'à Thessalonique. Vers le sud et le sud-est, en direction de la Chalcidique, il existe une liaison entre l'A2 et la rocade intérieure de Thessalonique (EO16). La route EO67 mène quant à elle jusqu'à Néa Moudaniá.

### Transport maritime

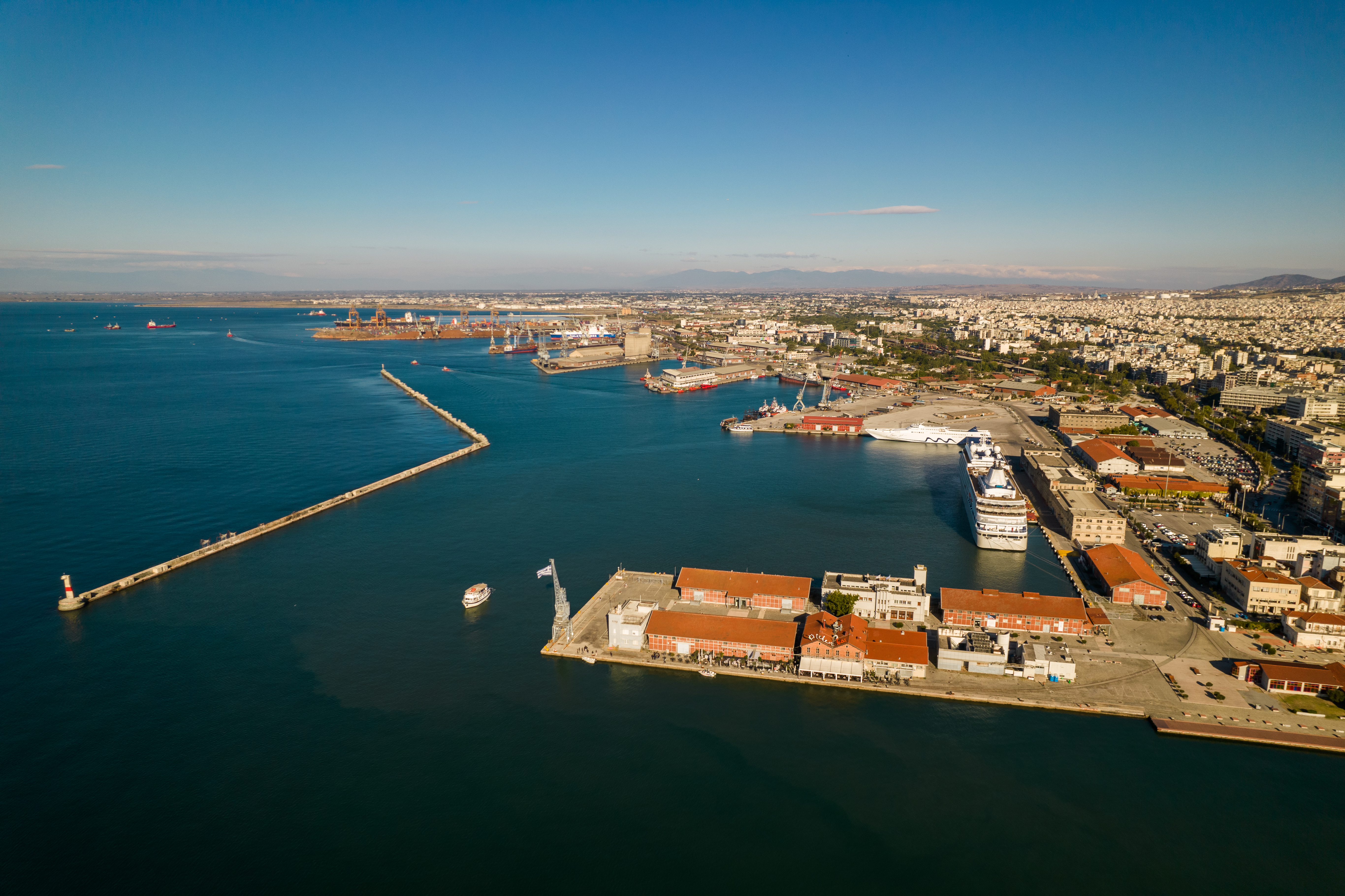
Le port de Thessalonique et son terminal passagers.

Le port de Thessalonique (en) relie la ville par des traversiers saisonniers vers les Sporades et d'autres îles du nord de la mer Égée. Son terminal passagers est l'un des plus grands du bassin de la mer Égée.

### Transports en commun
La ville et l'agglomération de Thessalonique sont desservies par un réseau de bus étendu géré par l'Organisme des transports urbains de Thessalonique (OASTH). Une ligne de métro, faisant partie d'un projet plus large (de deux lignes au total) a été inaugurée en novembre 2024, reliant notamment certains points névralgiques tels que l'université et la gare ferroviaire.

### Transport ferroviaire

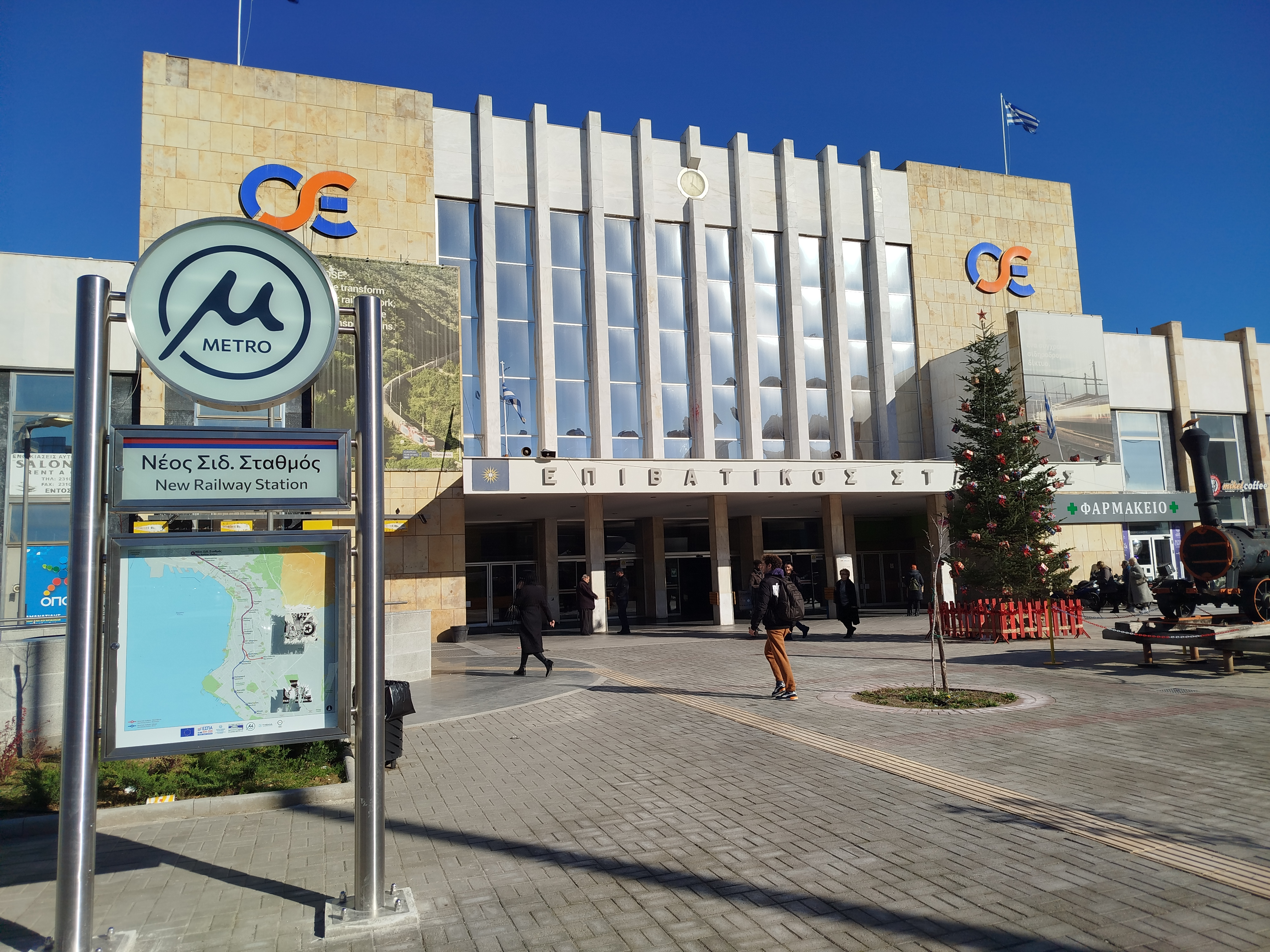
La gare de Thessalonique et sa station de métro du même nom.

À partir de la nouvelle gare de Thessalonique (en) il y a des trains directs pour Athènes (sept trains par jour), Lamía (sept trains par jour) et Larissa (vingt trains par jour) dans le sud du pays, pour Édessa, Náoussa et Véria (11 trains par jour) en Macédoine-Centrale et pour Serrès, Dráma, Xánthi, Komotiní et Alexandroúpoli (deux trains par jour) en Macédoine-Orientale-et-Thrace. Le trafic international vers Belgrade, Bucarest, Sofia et Istanbul est suspendu depuis le 30 janvier 2011. Toutefois, les liaisons internationales vers Sofia et Belgrade furent rétablies en mai 2014, à raison d'un train quotidien vers chaque destination.

### Transport aérien
L’aéroport de Thessalonique-Makedonía, à 15 km du centre-ville, relie la ville à Athènes et à plusieurs destinations tant à l'intérieur du pays qu'à l'étranger.

### Pistes cyclables
En 2009, douze kilomètres de pistes cyclables ont été construites dans la ville. Il y a des projets d'extension du réseau, mais au début de 2012, aucune proposition n'a encore vu le jour, mais plusieurs grands axes sont doublés par un aménagement cyclable, soit par une emprise sur la chaussée, soit par une bande sur le trottoir. Le front de mer a une piste cyclable à double sens sur toute sa longueur.
Cependant la ville reste, dans l'ensemble très hostile aux déplacements cyclables, à l'exception notable de la zone du front de mer, rénovée en 2013.

## Population et société

### Démographie

#### Statistique historique de la population
Le tableau ci-dessous montre les statistiques historiques de la population de Thessalonique à la fin du XIXe siècle et au début du XXe siècle.
| Année | Population totale | Juifs  | Turcs ou musulmans | Grecs  | Bulgares | Roms  | Divers |
| ----- | ----------------- | ------ | ------------------ | ------ | -------- | ----- | ------ |
| 1890  | 118 000           | 55 000 | 26 000             | 16 000 | 10 000   | 2 500 | 8 500  |
| 1913  | 157 909           | 61 439 | 45 889             | 39 956 | 6 283    | 2 721 | 1 621  |

| Année | Municipalité | Agglomération | Aire urbaine | Classement                  |
| ----- | ------------ | ------------- | ------------ | --------------------------- |
| 1348  | 150 000      | –             | –            | 2e                          |
| 1453  | 40 000       | –             | –            | Drapeau de l'Empire ottoman |
| 1679  | 36 000       | –             | –            | Drapeau de l'Empire ottoman |
| 1842  | 70 000       | –             | –            | Drapeau de l'Empire ottoman |
| 1870  | 90 000       | –             | –            | Drapeau de l'Empire ottoman |
| 1882  | 85 000       | –             | –            | Drapeau de l'Empire ottoman |
| 1890  | 118 000      | –             | –            | Drapeau de l'Empire ottoman |
| 1902  | 126 000      | –             | –            | 2e                          |
| 1913  | 157 000      | –             | –            | 2e                          |
| 1917  | 230 000      | –             | –            | 2e                          |
| 1981  | 406 413      | –             | –            | 2e                          |
| 1991  | 383 967      | –             | –            | 2e                          |
| 2001  | 363 987      | 786 212       | 954 027      | 2e                          |
| 2004  | 386 627      | –             | 995 766      | 2e                          |
| 2011  | 322 240      | 790 824       | 1 006 730    | 2e                          |

#### Évolution récente de la population
Selon le recensement de 2011, la population de la municipalité de Thessalonique est de 322 240 habitants, tandis que la population de l'agglomération est de 790 824 habitants, faisant ainsi de Thessalonique la septième ville la plus peuplée dans les Balkans et la deuxième ville la plus peuplée en Grèce après la capitale. En outre, son aire urbaine s'étend sur 1 455,62 km2 dont la population a atteint 1 006 730 habitants en 2011.
La municipalité de Thessalonique est la plus peuplée des municipalités appartenant à l'agglomération de Thessalonique et qui forment la Ville de Thessalonique. Bien que la population de la municipalité de Thessalonique se soit réduite selon le dernier recensement, la population de l'aire urbaine a augmenté. La ville forme la base de l'aire urbaine, dont la population au recensement de 2011 s'élevait à 1 006 730 habitants.

### Enseignement

#### Établissements scolaires
- École française Mlf de Thessalonique

## Culture et patrimoine

### Monuments et lieux touristiques

Plan du centre historique de Thessalonique et de ses principaux monuments.

#### Monuments romains
- Arc de Galère et Rotonde
- Forum romain (en)
- Palais de Galère

#### Monuments paléochrétiens et byzantins
- Basilique Saint-Démétrios
- Bains byzantins
- Église de l'Acheiropoiètos
- Église de la Panagía Chalkéon
- Église du Prophète-Élie
- Église Saint-Nicolas-l'Orphelin
- Église Saint-Pantaléon
- Église Sainte-Catherine
- Église Sainte-Sophie
- Église des Saints-Apôtres
- Chapelle du Sauveur
- Heptapyrgion
- Monastère de Latomou
- Monastère des Vlatades
- Murs d'enceinte

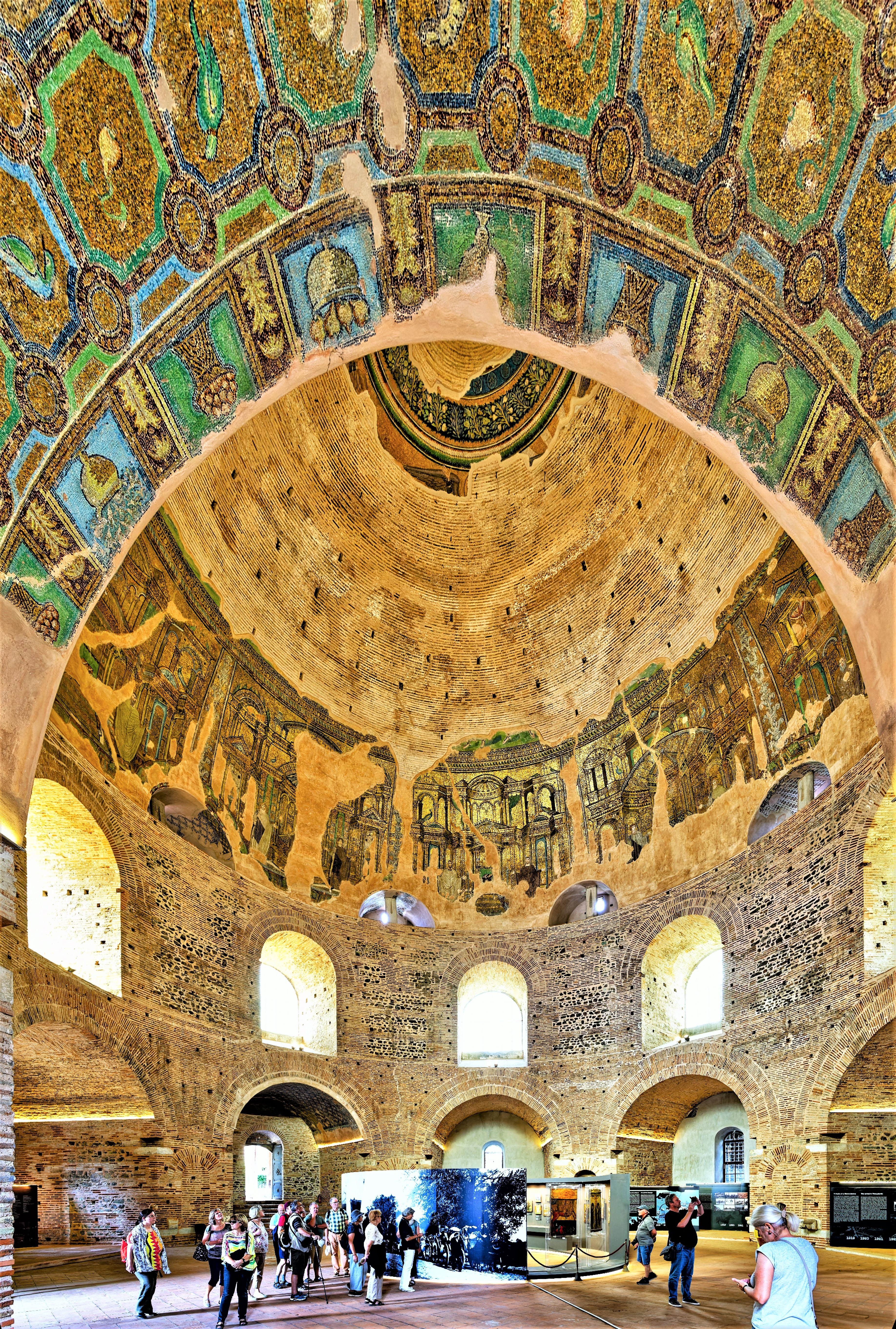
Mosaïques de la Rotonde.
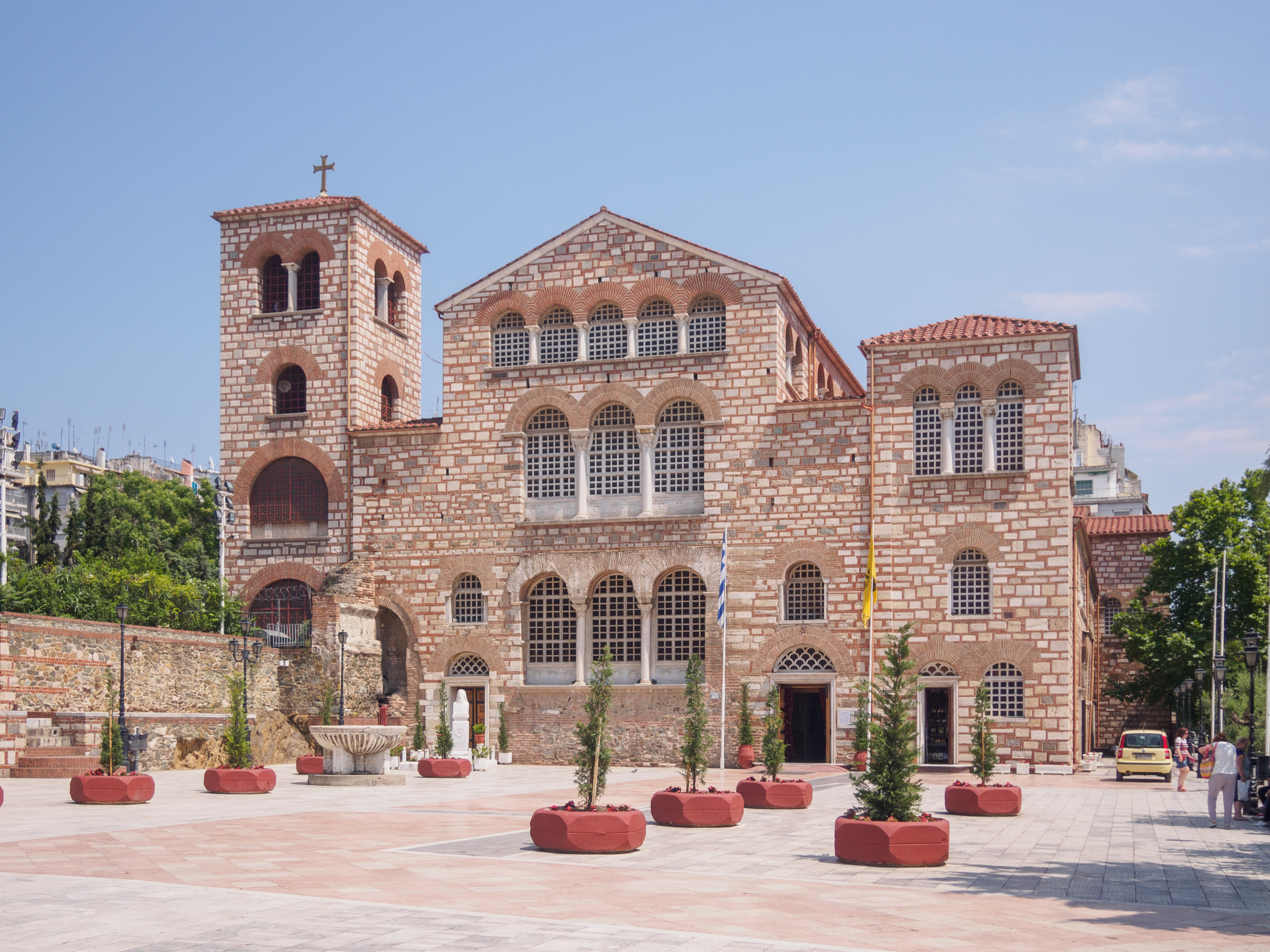
Basilique Saint-Démétrios.
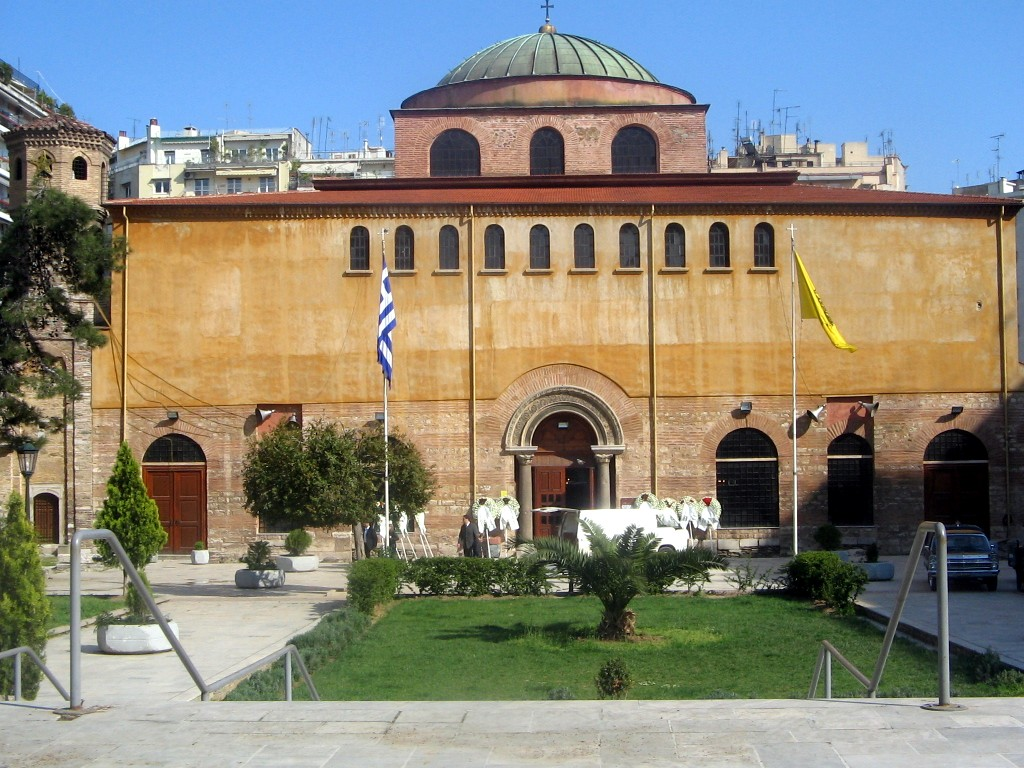
Église Sainte-Sophie
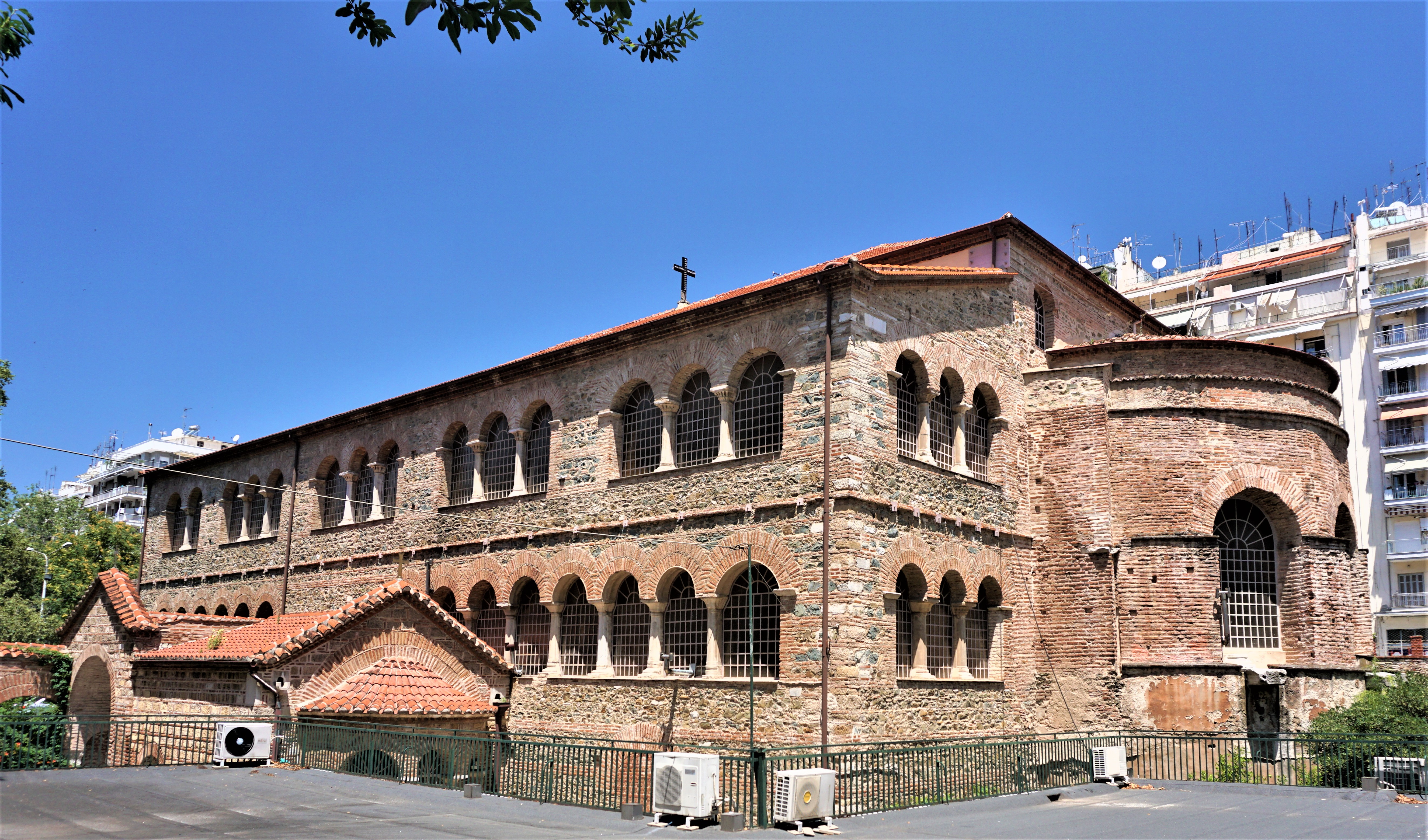
Église de l'Acheiropoiètos.
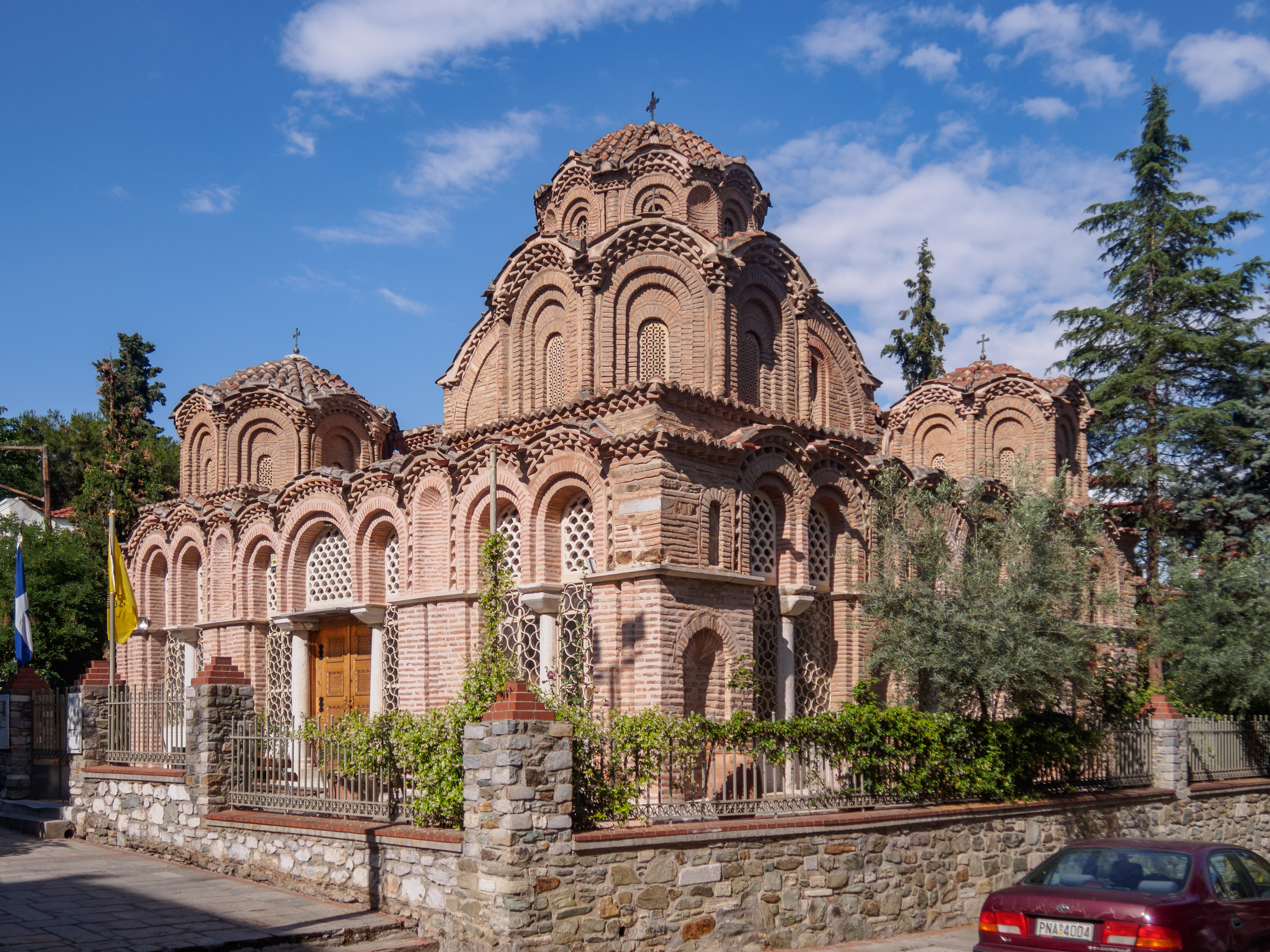
Église Sainte-Catherine.

#### Monuments ottomans

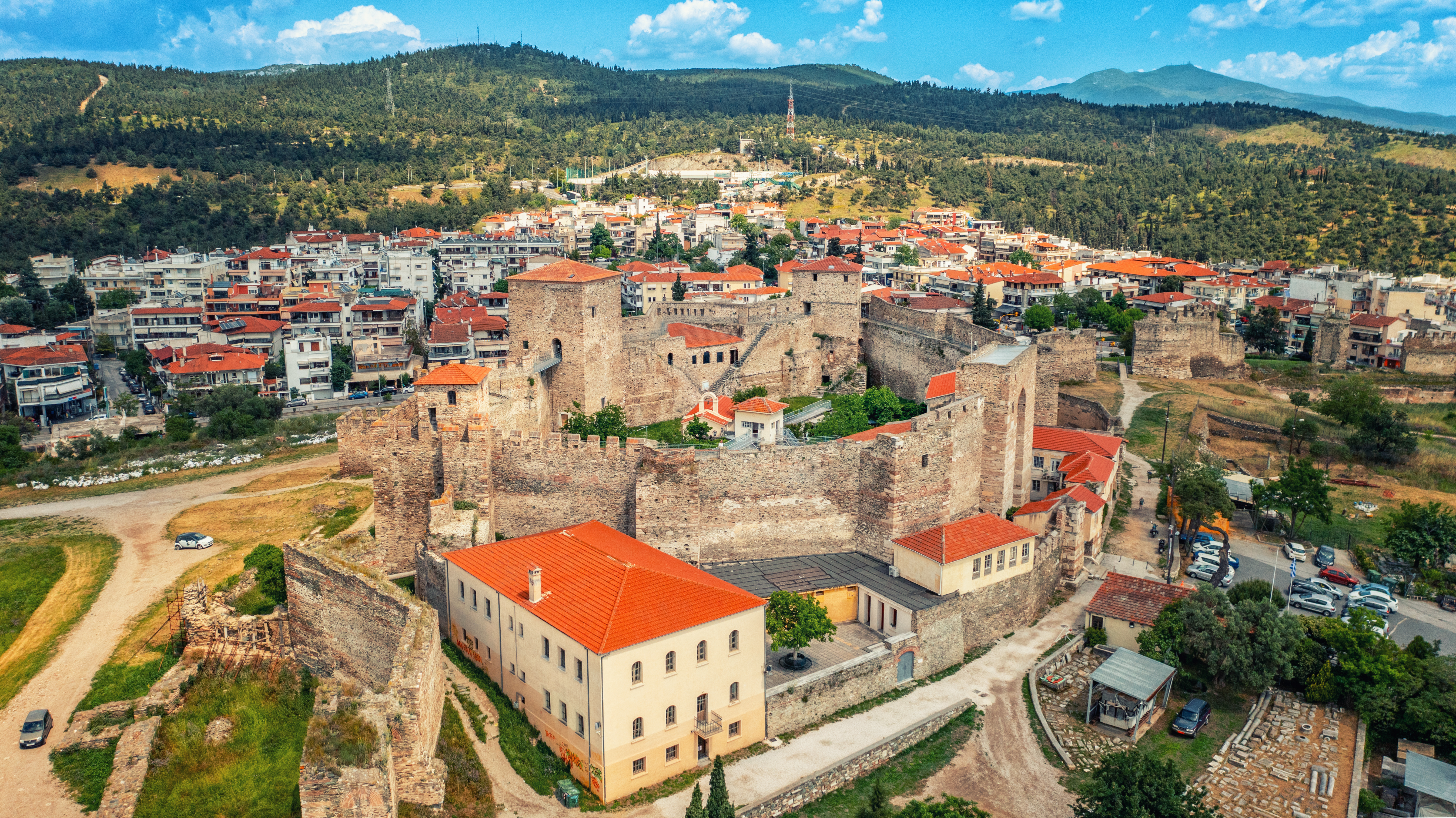
Forteresse de l'Heptapyrgion, monument byzantin puis ottoman.

- Bezesten (el)
- Cathédrale de l'Immaculée-Conception (en)
- Hammam Bey
- Hammam Yahudi (en)
- Hammam Pacha (el)
- Palais du gouverneur
- Jardins du Pacha (el)
- Mosquée Ishak-Pacha
- Mosquée Hamza-Bey
- Nouveau hammam (el)
- Nouvelle Mosquée
- Tour blanche
- Turbe Moussa Baba (el)

#### Monuments liés à la Première et Seconde Guerre mondiale
- Cimetière militaire Zeitenlik

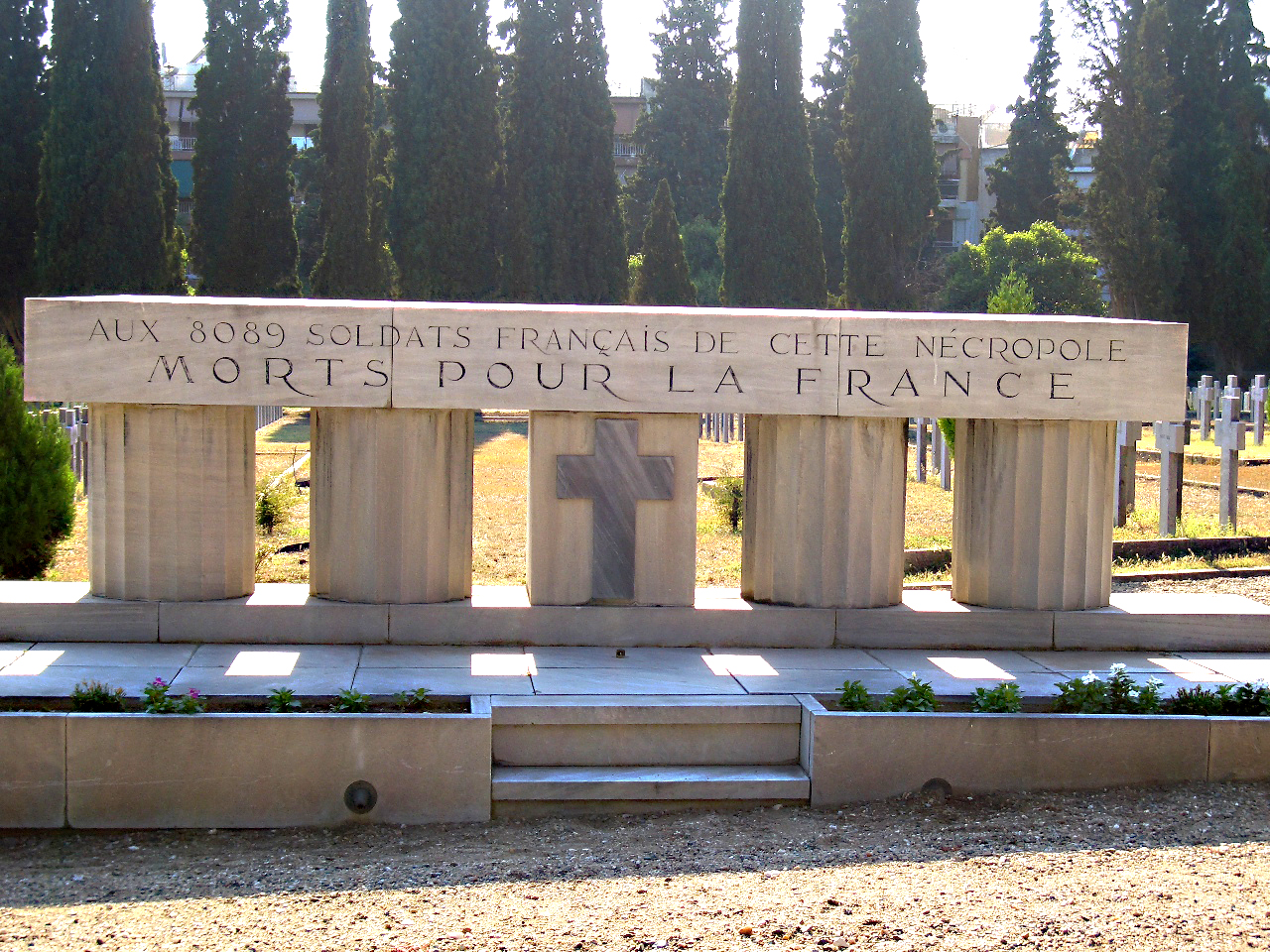
Monument aux morts français dans la nécropole Zeitenlik.

La construction d'un « musée de l'Holocauste » a été approuvée par la mairie de Thessalonique en janvier 2017.

#### Musées
- Musée archéologique
- Musée de la culture byzantine
- Musée de la Tour blanche
- Musée d'art moderne, dont la collection Georges Costakis
- Musée d'art contemporain
- Fondation d'art Teloglion
- Pinacothèque municipale (Villa Bianca)
- Musée de la guerre de Thessalonique
- Musée de la photographie
- Musée du cinéma (en)
- Musée du design
- Musée du combat macédonien
- Musée d'ethnologie et des traditions
- Musée juif de Thessalonique
- Maison natale de Mustafa Kemal Atatürk
- Centre de diffusion des sciences et musée de la technologie - NOÏSIS
- Musée du sport
- Musée des illusions

#### Autres monuments et lieux touristiques
- Place Aristote
- Ladádika (en)
- Manoir Lóngos
- Nouvelle Mosquée
- Synagogue Monastir

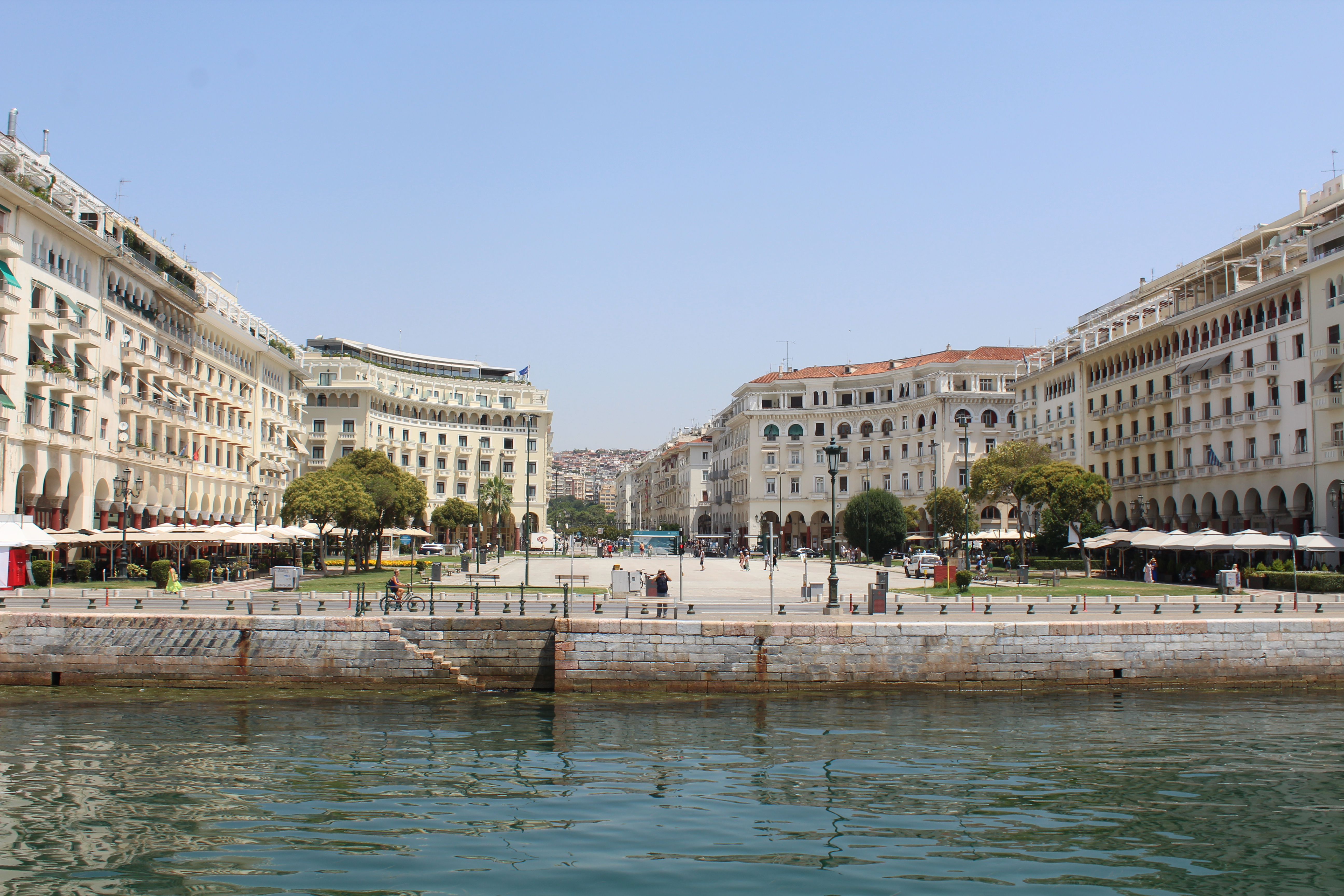
Place Aristote, lieu névralgique de la ville.

- Théâtre de la Forêt, théâtre en plein air
- Villa Allatini
- Villa Bianca
- Villa Mordoch

### Personnages célèbres nés à Thessalonique
- Saints Cyrille et Méthode, évangélisateurs des Slaves ;
- Saint Mitre, évangélisateur d'Aix-en-Provence ;
- Mustafa Kemal Atatürk, fondateur de la République turque ;
- Maurice Abravanel, chef d'orchestre ;
- Abraham Benaroya, fondateur de la Fédération socialiste ouvrière de Salonique ;
- Mauricio Hassid Michael, peintre espagnol ;
- Emile Riadis, compositeur ;
- Nâzım Hikmet, poète turc ;
- Pierre Ruffin, diplomate, orientaliste ;
- Dora Sakayan, arménologue ;
- Byron Fidetzis, violoncelliste et chef d'orchestre ;
- Ioannis Kourtis, compositeur de musiques de film ;
- Gus G., guitariste ;
- Ilektra Platiopoulou, chanteuse ;
- Paul Ély, général français ;
- Aaron-Abior, rabbin du XVIe siècle ;
- Renée Béja (1908-1979), artiste peintre ;
- Ekateríni Sakellaropoúlou (1956), juge et présidente de la République hellénique (depuis 2020).
- Apóstolos Georgíou, artiste peintre.
- Astérios Peltékis, acteur.
- Lydia Dambassina (1951-), artiste visuelle grecque.

## Jumelages
| Ville | Ville              | Pays | Pays         | Période                   |
| ----- | ------------------ | ---- | ------------ | ------------------------- |
|       | Alexandrie         |      | Égypte       |                           |
|       | Amasya             |      | Turquie      |                           |
|       | Bologne            |      | Italie       |                           |
|       | Bratislava,        |      | Slovaquie    | depuis le 23 avril 1986   |
|       | Calcutta           |      | Inde         |                           |
|       | Cologne            |      | Allemagne    |                           |
|       | Constanța          |      | Roumanie     |                           |
|       | Dnipro,            |      | Ukraine      | depuis le 18 avril 2003   |
|       | Durrës             |      | Albanie      |                           |
|       | Hartford           |      | États-Unis   |                           |
|       | Korçë              |      | Albanie      |                           |
|       | Leipzig,           |      | Allemagne    | depuis le 17 octobre 1984 |
|       | Marioupol          |      | Ukraine      | depuis 1993               |
|       | Marseille          |      | France       |                           |
|       | Nice               |      | France       |                           |
|       | Plovdiv,           |      | Bulgarie     |                           |
|       | Pusan              |      | Corée du Sud |                           |
|       | Saint-Pétersbourg  |      | Russie       | depuis 2002               |
|       | San Francisco,     |      | États-Unis   | depuis 1990               |
|       | Shenyang           |      | Chine        |                           |
|       | Tel Aviv           |      | Israël       | depuis 1994               |
|       | Tianjin            |      | Chine        |                           |
|       | Tirana             |      | Albanie      | depuis 2014               |
|       | Venise             |      | Italie       |                           |
|       | Ville de Melbourne |      | Australie    | depuis 1984               |